# Fevillea pergamentacea
Fevillea pergamentacea är en gurkväxtart som först beskrevs av Carl Ernst Otto Kuntze, och fick sitt nu gällande namn av Célestin Alfred Cogniaux och Carl Ernst Otto Kuntze. Fevillea pergamentacea ingår i släktet Fevillea och familjen gurkväxter. Inga underarter finns listade i Catalogue of Life.